# 特盧馬奇河

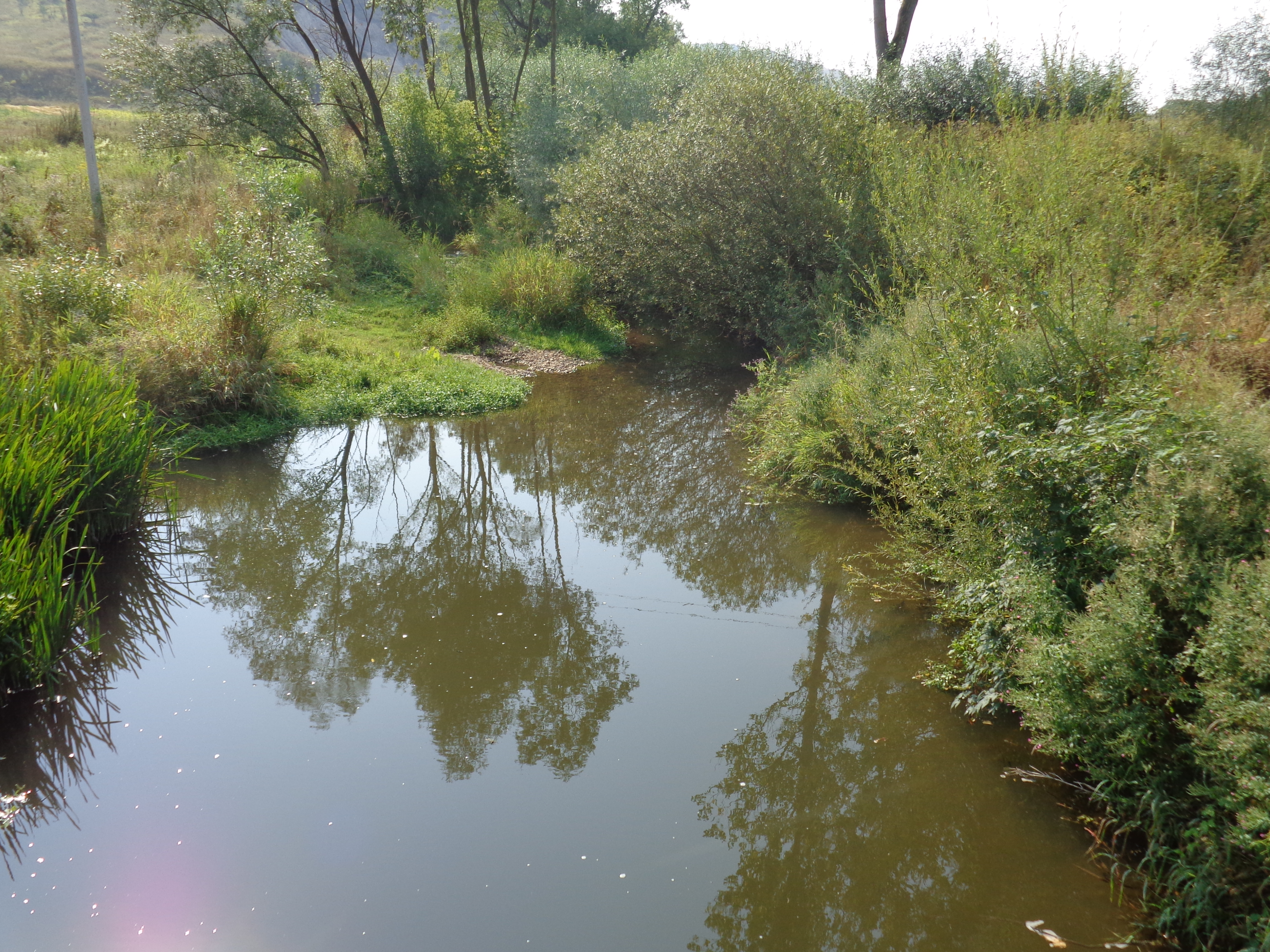

特盧馬奇河（烏克蘭語：Тлумач），是烏克蘭西部的河流，屬於德涅斯特河的支流。該河發源自特盧馬奇，流經伊萬諾-弗蘭科夫斯克州的伊萬諾-弗蘭科夫斯克區，河道全長35公里，流域面積254平方公里。